# Villaescusa (Samora)
Villaescusa é um município da Espanha na província de Zamora, comunidade autónoma de Castela e Leão, de área 43,12 km² com população de 352 habitantes (2004) e densidade populacional de 8,16 hab/km².

## Demografia
| Variação demográfica do município entre 1991 e 2004 | Variação demográfica do município entre 1991 e 2004 | Variação demográfica do município entre 1991 e 2004 | Variação demográfica do município entre 1991 e 2004 |
| --------------------------------------------------- | --------------------------------------------------- | --------------------------------------------------- | --------------------------------------------------- |
| 1991                                                | 1996                                                | 2001                                                | 2004                                                |
| 465                                                 | 401                                                 | 357                                                 | 352                                                 |